# Las manzanas
Las manzanas (título original en inglés: Hallowe'en Party) es una novela de ficción detectivesca de la escritora británica Agatha Christie. Fue publicada por primera vez en el Reino Unido por la editorial Collins Crime Club en noviembre de 1969, y en Estados Unidos en el segundo semestre del mismo año por la editorial Dodd, Mead and Company.

## Argumento
La escritora Ariadne Oliver está de visita en casa de una amiga suya en la víspera de Halloween. En medio de todos los preparativos para la terrorífica velada para adolescentes, Joyce Reynolds, una muchacha a la que todos toman por mentirosa dice haber presenciado un asesinato. De momento queda por una mentira más de la jovencita, pero la cosa adquiere importancia cuando esta aparece muerta con la cabeza hundida en un barreño de manzanas.